# Bogislav Friedrich Emanuel von Tauentzien
Bogislav Friedrich Emanuel Graf Tauentzien von Wittenberg (ur. 15 września 1760 w Poczdamie, zm. 20 lutego 1824 w Berlinie) – pruski generał piechoty, dowódca kilku podległych armii Prus formacji wojskowych; przez kilka lat pełnił również funkcje dyplomatyczne. Uczestnik bitew z czasów wojen napoleońskich. Od 1792 roku był posiadaczem tytułu grafa, z kolei za odbicie z rąk wojsk Napoleona Bonapartego Wittenbergi w 1814 roku przyznano mu tytuł honorowy von Wittenberg.

## Życiorys

### Pochodzenie
Bogislav Friedrich Emanuel von Tauentzien urodził się 15 września 1760 roku w Poczdamie. Jego rodzicami byli pruski generał Friedrich Bogislav von Tauentzien, będący w czasie wojny siedmioletniej uczestnikiem działań związanych z obroną Wrocławia i zdobyciem Świdnicy, oraz Johanna Charlotte von dem Knesebeck, której ojciec pełnił funkcję dowódcy pułku w okresie panowania króla Fryderyka Wilhelma I.

### Służba wojskowa

#### Początki i okres I koalicji antyfrancuskiej
1 marca 1774 roku, mając 14 lat, Tauentzien wstąpił do berlińskiej Akademii Wojskowej, z której 1 września następnego roku został przeniesiony ze stopniem fahnenjunkra do 35 Pułku Fizylierów im. Księcia Pruskiego Henryka. W pułku tym został mianowany adiutantem jego szefa, księcia Henryka. U jego boku w latach 1778–1779 wziął udział w wojnie o sukcesję bawarską, towarzyszył także księciu w odbywanych przez niego w 1784 i 1788 roku podróżach do Francji. Po powrocie z podróży Tauentzien pozostał na dworze księcia Henryka w Rheinsbergu.
Już w 1790 roku Tauentziena awansowano na majora, zaś w następnym roku, po śmierci ojca został on powołany do sztabu króla Fryderyka Wilhelma II. 8 czerwca 1792 roku władca nadał mu tytuł grafa. W tym samym roku Tauentzien towarzyszył królowi w kampanii przeciwko Francji, zaś 13 grudnia 1792 roku otrzymał od niego order Pour le Mérite. W 1793 roku mianowano go podpułkownikiem i flügeladjutantem króla, z kolei 16 lutego tego roku został wysłany jako przedstawiciel wojskowy do niderlandzkiej kwatery głównej, dowodzonej przez generała artylerii (niem. Feldzeugmeister) François Sébastiena de Croix de Clerfayta. 8 stycznia 1794 roku Tauentzien został wysłany do Petersburga, gdzie zastąpił na stanowisku posła nadzwyczajnego i ministra pełnomocnego Leopolda Heinricha von der Goltza. W następnym roku uzyskał z kolei awans na stopień pułkownika. Gdy na rosyjski tron wstąpił Paweł I, Tauentzien z dniem 3 czerwca 1797 roku stracił stanowisko, po czym wrócił do Berlina. Niedługo później rosyjski sąd wyraził życzenie, aby ponownie objął on funkcję dyplomaty na tamtejszym dworze, jednak nie zgodził się na to król Prus Fryderyk Wilhelm III.
Jesienią 1804 roku Tauentzien, będący od 4 czerwca 1801 roku generałem majorem, powrócił do czynnej służby wojskowej, obejmując stanowisko szefa Pułku Piechoty Nr 56 w Ansbach. Tam poświęcił się szkoleniu swoich oficerów w dziedzinie nauk wojskowych i społecznych. Wiosną 1805 roku otrzymał Order Orła Czerwonego; w tym samym roku nastąpiła także mobilizacja pułku w ramach zgromadzonego w Bayreuth korpusu generała Gebharda Leberechta von Blüchera. Po podpisaniu pokoju w Preszburgu Tauentzienowi przyznano na krótki czas dowództwo nad całym korpusem.

#### Okres IV koalicji antyfrancuskiej
Po wybuchu wojny w 1806 roku Tauentzien dowodził korpusem obserwacyjnym, składającym się z ośmiu batalionów i dziewięciu szwadronów w czasie walk pod Hof. Zbliżające się siły marszałka Nicolasa Jeana de Dieu Soulta zmusiły go do wycofania się do Schleiz, gdzie 9 października został zaatakowany przez marszałka Jeana Baptiste’a Bernadotte’a. Starcie zakończyło się klęską wojsk pruskich, zaś winą za to obarczono błędne rozkazy Tauentziena. Następnie wycofał się do Jeny, gdzie 11 października 1806 roku otrzymał dowództwo nad całością wojsk przednich korpusu księcia Fryderyka Ludwika Hohenlohego. W czasie rozpoczętej kilka dni później bitwy pod Jeną-Auerstedt wojska Tauentziena były pierwszymi, które musiały znieść atak przeciwnika. Nie mogły jednak oprzeć mu się w dłuższej perspektywie, przez co ostatecznie podzieliły los reszty sił Prus w tym starciu.
Po kapitulacji Prenzlau 28 października 1806 roku Tauentzien dostał się do francuskiej niewoli. Niedługo później został z niej warunkowo zwolniony do znajdującego się w Charlottenburgu miejsca odosobnienia. Jednakże z powodu wyrażanej przez cesarza Napoleona Bonapartego dezaprobaty dla działalności militarnej Tauentziena w Ansbach i Bayreuth, 23 grudnia 1806 roku został on bez żadnego procesu i postawienia zarzutów osadzony w twierdzy Bitche. W kwietniu następnego roku Tauentzien miał zostać wymieniony na francuskiego generała z pruskiej niewoli. Wymiana miała odbyć się w Poznaniu, jednak na miejscu oznajmiono mu, że nie dojdzie ona do skutku. Tauentzien dalej więc pozostawał napoleońskim więźniem i został niedługo później umieszczony w zamku Fort de Joux w Jurze. 4 maja 1807 roku mianowano go generałem porucznikiem, o czym dowiedział się z francuskiej gazety. Po zawarciu pokoju w Tylży został przeniesiony do ośrodka dla jeńców wojennych w Nancy. Po 16 miesiącach pobytu w nim, w listopadzie 1808 roku wypuszczono go na wolność.
Król Fryderyk Wilhelm III postanowił zaangażować Tauentziena w reorganizację armii i powierzył mu dowództwo nad Brygadą Brandenburską w Berlinie. Objął tę funkcję w lutym 1809 roku, po powrocie z podróży, którą odbył z rodziną królewską do Petersburga na tamtejszy dwór. W związku z wyprowadzeniem dwa miesiące później przez jego podkomendnego, majora Ferdinanda von Schilla oddziału na północ Prus, Tauentziena oskarżono o niedopełnienie obowiązków i zwolniono ze stanowiska, na którym zastąpił go generał Ludwig August von Stutterheim. Po dokładnym śledztwie w sprawie incydentu, Tauentzien oficjalnym zarządzeniem z 21 lipca 1809 roku został przywrócony na funkcję dowódcy brygady, którą pełnił do 1811 roku, kiedy to po odejściu z czynnej służby wojskowej generała Blüchera został gubernatorem Pomorza.

#### Kampania 1813 i 1815 roku

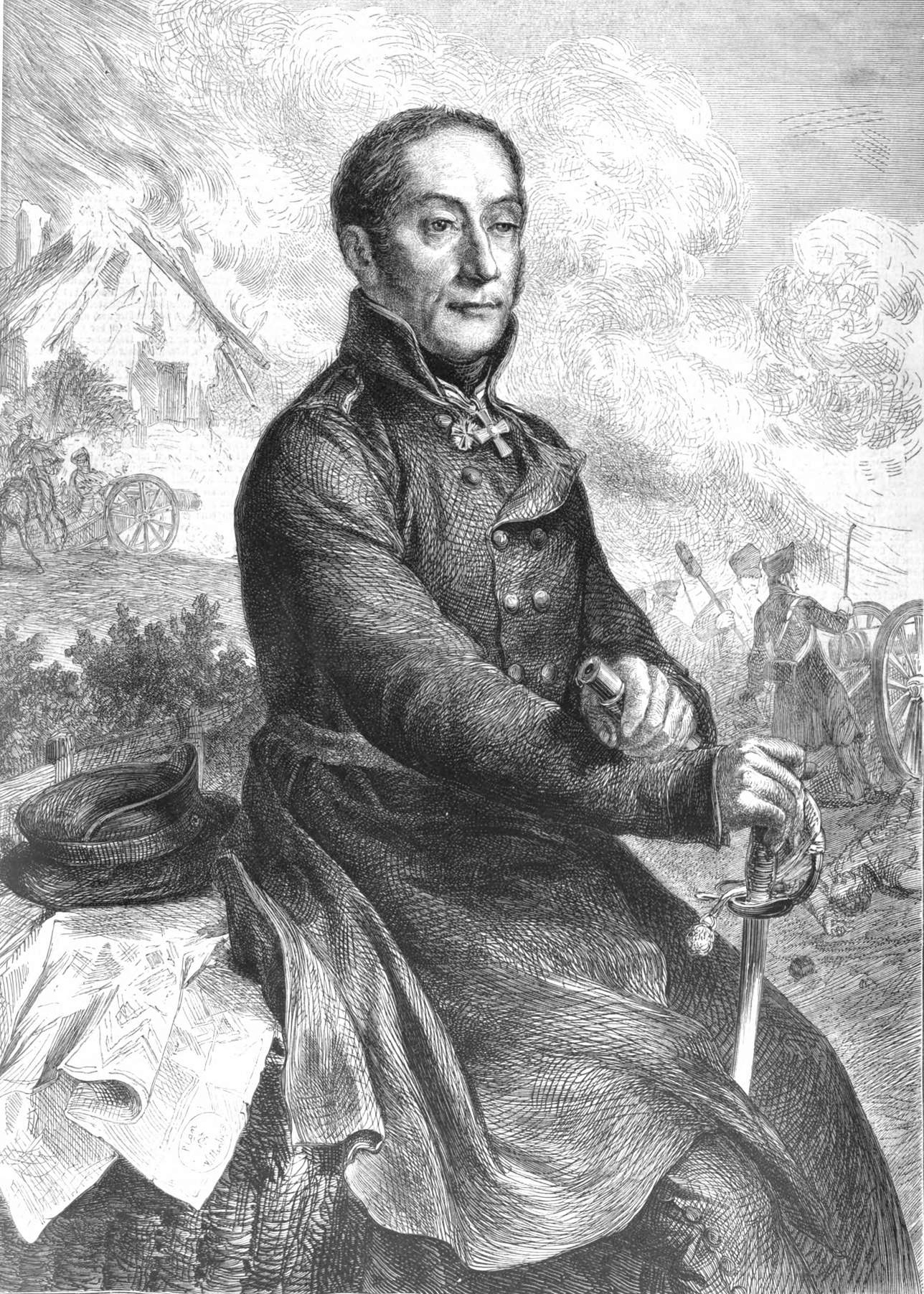
Tauentzien w 1813 roku na grafice wykonanej przez Hermanna Scherenberga w 1863 roku

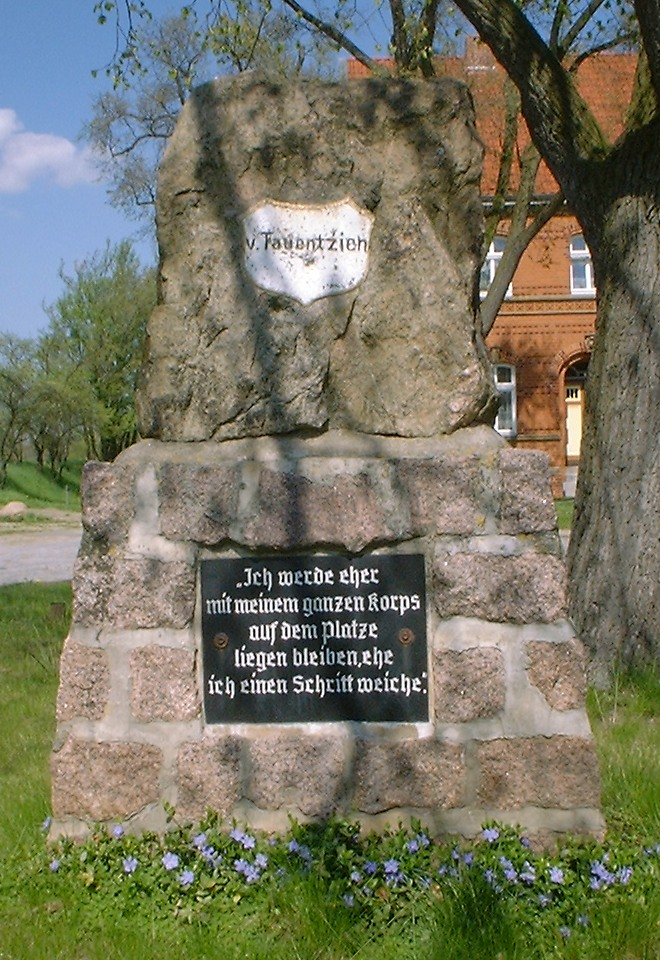
Poświęcony Tauentzienowi kamień pamiątkowy w Dennewitz

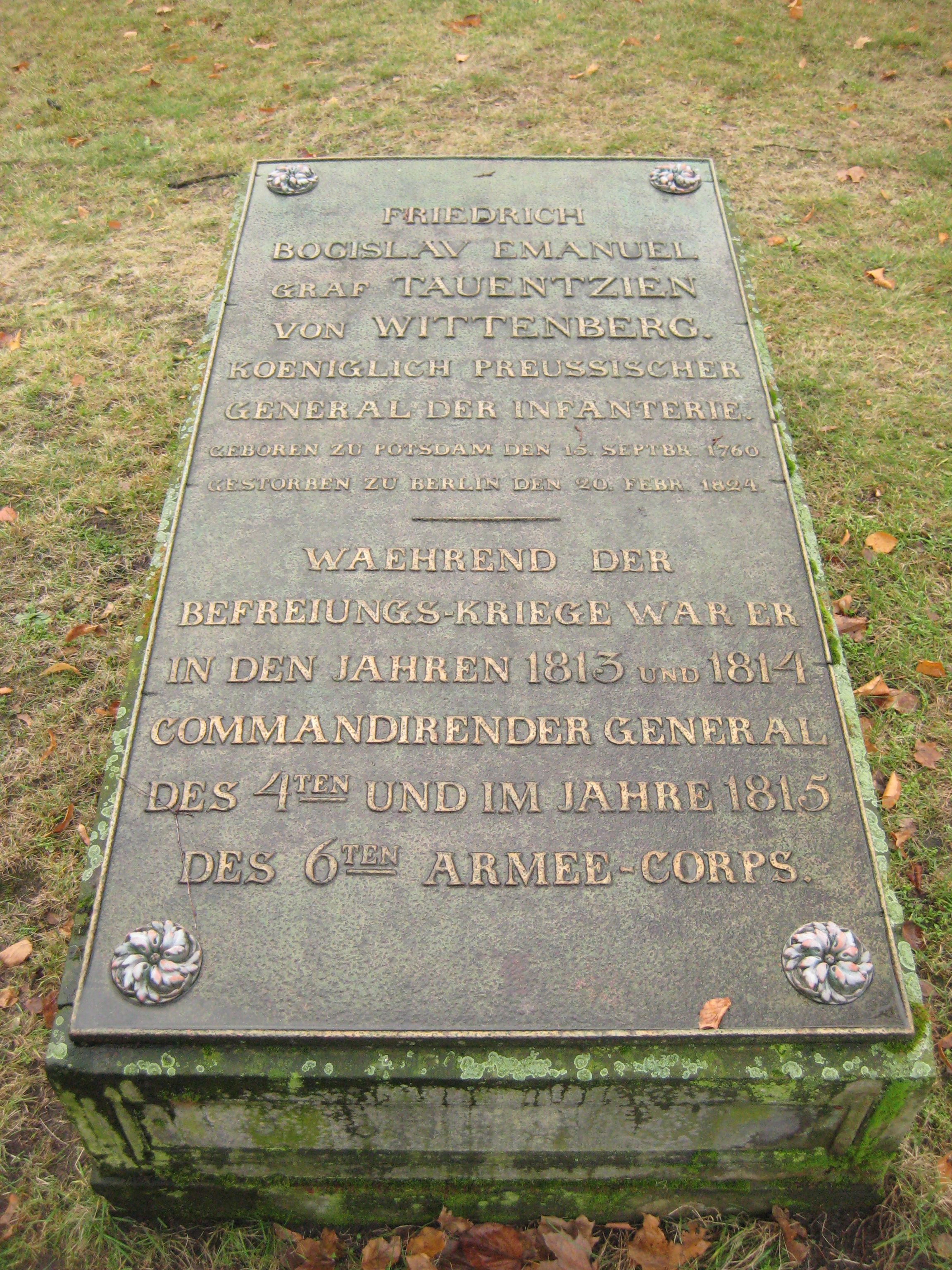
Grób Tauentziena na Cmentarzu Inwalidów w Berlinie

Kiedy wiosną 1813 roku wybuchła wojna z Francją, Tauentzien liczył na objęcie dowództwa nad armią Prus, jednak wojskowi doradcy króla uznali go za nieodpowiedniego do tej funkcji z powodu przejawianej przez niego dezaprobaty dla ich innowacji w armii, a także zamiłowania do wygody i dobrego samopoczucia. Do jego przeciwników w szczególności należeli Gerhard von Scharnhorst i August Neidhardt von Gneisenau. Ostatecznie, 5 marca 1813 roku Tauentziena powołano na stanowisko gubernatora wojskowego obszaru między Wisłą a Odrą (z wyjątkiem Śląska); dostał również zadanie przygotowania blokady Szczecina. 18 lipca tego roku otrzymał dowództwo nad nowo utworzonym IV Korpusem Armijnym. Polecono mu, aby w zależności od sytuacji militarnej współdziałać z Armią Północną, dowodzoną przez jego niegdysiejszego przeciwnika, szwedzkiego księcia Bernadotte’a lub z armią śląską feldmarszałka Blüchera, a także przygotowanie twierdz nad Odrą i Łabą.
20 sierpnia 1813 roku IV Korpus Armijny zgromadził się w pobliżu Berlina, skąd natychmiast wyruszył do Blankenfelde, gdzie dwa dni później odparł francuski atak na stolicę Prus, zaś 23 sierpnia przyczynił się do pomyślnego dla wojsk pruskich wyniku bitwy pod Großbeeren. Potem Tauentzien udał się do Saksonii, gdzie 28 sierpnia przejął dywizję generała Karla Georga Friedricha von Wobesera, mającą za sobą udział w bitwie pod Luckau, a następnie, korzystając z danej mu przez księcia Bernadotte’a szerokiej swobody i niezależności podjął współpracę z armią śląską, jednak 4 września 1813 roku obowiązany rozkazami przyłączył się do Armii Północnej. Niedługo później wojska Tauentziena wykazały się wytrwałymi działaniami obronnymi w bitwie pod Dennewitz, co przyczyniło się do zwycięstwa generała porucznika Friedricha Wilhelma von Bülowa. Na początku października wojska Tauentziena przekroczyły Łabę, po czym zatrzymały się w pobliżu Dessau w celu ochrony mostów na rzece i osłony Berlina.
Gdy Tauentzien dowiedział się, że Napoleon wraz z 30 tysiącami żołnierzy chce wymaszerować w kierunku Berlina z Wittenbergi, postanowił udać się do tego miasta. Jego decyzja, podjęta w czasie, gdy inne sojusznicze wojska maszerowały do Lipska, gdzie niebawem rozegrała się Bitwa Narodów spotkała się z krytyką, przede wszystkim ze strony Gneisenaua, który nazwał ją „haniebną ucieczką”. W nocy z 15 na 16 października Tauentzien dotarł ze swoimi żołnierzami do Berlina, jednak kilka dni później dostał zadanie powrotu nad Łabę i zdobycia położonych nad nią twierdz. 8 grudnia Tauentzien został awansowany na generała piechoty. 26 grudnia, po długim oblężeniu, skapitulowała twierdza Torgau, zaś w nocy z 12 na 13 stycznia 1814 roku wojska Tauentziena przeprowadziły udany atak na Wittenbergę. Kilka dni później Tauentzien otrzymał za to osiągnięcie tytuł von Wittenberg, został także 26 stycznia odznaczony Krzyżem Wielkim Krzyża Żelaznego za zasługi wojskowe. Wkrótce Tauentzien otrzymał rozkaz zdobycia Magdeburga. Z powodu opóźnienia w ogłoszeniu kapitulacji mógł on wkroczyć do miasta dopiero 24 maja 1814 roku.
Po podpisaniu pokoju paryskiego Tauentzien wrócił do Berlina, gdzie 7 sierpnia 1814 roku został mianowany dowódcą generalnym terenów na prawym brzegu Łaby oraz Pomorza. Nie brał udziału w walkach kampanii w 1815 roku. Na jej początku powierzono mu dowództwo nad VI Korpusem Armijnym, jednak gdy wprowadził wojska do Francji działania wojenne już się zakończyły. Po powrocie, 3 października ponownie przekazano mu stanowisko dowódcy generalnego nad Łabą i na Pomorzu. 14 lutego 1816 roku został odznaczony Krzyżem Komandorskim Orderu Marii Teresy. 3 kwietnia 1820 roku, po likwidacji dotychczas zajmowanego stanowiska Tauentzien został mianowany dowódcą III Korpusu Armijnego. W tym samym roku odbył na zlecenie pruskiego króla dwie podróże dyplomatyczne do Londynu i Paryża, związane ze śmiercią króla Wielkiej Brytanii i Irlandii Jerzego III. W 1823 roku Tauentzien objął funkcję szefa 20. Pułku Piechoty.

### Śmierć
Bogislav Friedrich Emanuel von Tauentzien zmarł 20 lutego 1824 roku w Berlinie. Został pochowany na tamtejszym Cmentarzu Inwalidów. Architekt Karl Friedrich Schinkel, któremu powierzono zaprojektowanie pomnika nagrobnego, przygotował kilka utrzymanych w antycznej i neogotyckiej stylistyce kosztownych projektów, jednak z przyczyn finansowych wdowa po Tauentzienie nie mogła sobie pozwolić na realizację żadnego z nich. Ostatecznie król Prus zatwierdził jedynie wykonanie skromnej płyty nagrobnej z żeliwa ze złotymi literami.

## Rodzina
Bogislav Friedrich Emanuel von Tauentzien był dwukrotnie żonaty. Pierwsze małżeństwo zawarł z Karoline Isabellą von Marschall, która zmarła w 1785 roku.
27 września 1787 roku wziął ślub z Luise Friederike Juliane von Arnstedt (1760–1840). Para doczekała się trzech córek i syna Friedricha Heinricha Bogislava (1789–1854), który podobnie jak ojciec był generałem w armii Prus. Wraz z jego śmiercią w 1854 roku wygasła męska linia rodu hrabiów von Tauentzien.

## Upamiętnienie
- Poświęcony Tauentzienowi kamień pamiątkowy w Dennewitz, z umieszczoną na nim tablicą ze słowami, jakie wypowiedział on do swoich żołnierzy podczas bitwy pod tą miejscowością: „Wolę zostać z całym moim korpusem w tym miejscu, niż zrobić krok wstecz”. W 1897 roku kamień ten został umieszczony w lesie na północ od Dennewitz, z kolei w 1988 roku przeniesiono go w obręb miejscowości[7].
- Nazwana imieniem Tauentziena ulica w Berlinie[8].
- Nazwany imieniem Tauentziena 27 stycznia 1889 roku Pułk Piechoty „Graf Tauentzien von Wittenberg” (3. brandenburski) Nr 20[1][9]. Był on ostatnią formacją wojskową, jaką Tauentzien dowodził przed śmiercią[1].

## Odznaczenia
Odznazenia gen. von Tauentziena to między innymi:
- Order Orła Czarnego
- Order Pour le Mérite
- Krzyż Wielki Krzyża Żelaznego
- Krzyż Wielki Orderu Zasługi Wojskowej (Francja)
- Krzyż Wielki Orderu Gwelfów (Hanower)
- Komandor Orderu Marii Teresy (Austria)
- Order Świętego Aleksandra Newskiego (Imperium Rosyjskie)
- Order Świętego Jerzego II klasy (Imperium Rosyjskie)
- Order Świętego Włodzimierza II klasy (Imperium Rosyjskie)
- Order Świętej Anny I klasy (Imperium Rosyjskie)
- Komandor Krzyża Wielkiego Orderu Miecza (Szwecja)